# The Warriors Gate
The Warriors Gate è un film del 2016 diretto da Matthias Hoene.
Film d'azione-avventura-fantasy di produzione franco-cinese, scritto da Luc Besson e Robert Mark Kamen, è uscito in Cina il 18 novembre 2016, in 2D, 3D e China Film Giant Screen 3D, e su VOD negli Stati Uniti il 5 maggio.

## Trama
Jack Bronson è un adolescente che trascorre il suo tempo libero giocando ai videogiochi e lavorando in un negozio di antichità cinese. Sua madre sta cercando di vendere la casa in cui vivono prima che essa finisca pignorata. Mentre sta andando al parco in bicicletta, Jack viene inseguito da Travis, un bullo del quartiere, e dai suoi amici. Per scappare da loro, Jack si nasconde nel negozio dove lavora e viene aiutato dal suo capo, Mr Cheng, il quale fa dono al ragazzo di un cimelio di famiglia, The Warriors Gate, appena giunto in negozio da Beijing.
Jack va a dormire con quel dono nella sua stanza e si sveglia con una spada al collo. Un guerriero, Zhao, gli dice che il "cavaliere nero" deve badare alla cosa più preziosa del regno: la principessa Su Lin. Jack conosce la principessa e lei rimane con lui durante la notte. Il mattino dopo, i barbari del regno del giocovengono per uccidere la principessa, ma lei li combatte, distruggendo la casa nello scontro. I barbari conducono la principessa nell'altro regno attraverso la Porta dei Guerrieri, ma quando Jack la segue, arriva da qualche altra parte. Il Guerriero che ha mandato la Principessa a stare con Jack è lì e c'è un esercito di barbari che cerca di ucciderli. Il mago ferma il tempo e l'esercito è congelato. Il Mago dice a Jack che Zhao era uno dei sei figli allevati da entrambi per proteggere l'Imperatore e che l'unica persona che poteva sconfiggerli era Arun il Crudele, il Re dei Barbari. Arun avvelenò i guerrieri e uccise l'Imperatore e le uniche persone rimaste vive erano Su Lin e Zhao. Il mago ha cercato attraverso la sua pietra di capire chi fosse il più grande guerriero, per proteggere la principessa e ha trovato Il cavaliere nero: l'avatar di Jack un guerriero feroce e intelligente. Jack e Zhao scoprono che Arun il Crudele sposerà la Principessa, diventerà Imperatore e poi la ucciderà; quindi la loro missione è salvarla.
Mentre stanno attraversando il "Regno sconosciuto", Jack insegna a Zhao a ballare e a divertirsi. Nella foresta, Jack viene tenuto prigioniero da bellissime terzine della Strega che intendono mangiarlo, ma Zhao lo salva. Di notte Zhao inizia a insegnare a Jack come combattere. Raggiungono un lago e Zhao dice che il viaggio intorno richiederà giorni perché non sa nuotare. Jack accetta di insegnargli se Zhao continua a insegnargli come combattere come un Guerriero.
Quando arrivano al regno di Arun vengono catturati; il loro modo di entrare nel regno e superare tutte le guardie e i cavalieri. Si liberano lavorando insieme per uccidere la guardia quando dà loro il cibo. Jack salva Su Lin ma proprio mentre si stanno per baciare Zhao entra e li interrompe. Mentre escono, vengono ricatturati e rimessi nella loro cella, Jack dice a Zhao che è troppo giovane per morire, non avendo mai nemmeno baciato una ragazza. Zhao rivela che nemmeno lui lo ha mai fatto. Appare una farfalla e Zhao ha una conversazione con lei. Jack chiede se la farfalla lo ha capito e Zhao risponde che lo spera.
Durante il matrimonio, quando Arun il Crudele alza il velo e va a baciare Su Lin, vede che la sua faccia è quella di un mostro insettoide con una lunga lingua e occhi enormi. Il mago usa la sua magia per distrarre tutti e libera Jack e Zhao prima che vengano impiccati. Il mago versa polvere magica sulle scarpe di Jack e gli dice di saltare. Jack salva la principessa e tutti i barbari cercano di ucciderli. Il mago consegna a Jack sacchi di polvere magica per lanciarli. Uno dei sacchi rende uno dei barbari un enorme mostro, comunque; troppo grande per Jack e un formidabile nemico per Zhao. Alla fine, Jack e Su Lin si catapultano lontano e anche Zhao e il Mago se ne vanno.
Jack si sveglia in una foresta da solo e dopo una ricerca trova Sun Lin legata. Le guardie di Arun attaccano Jack, ma lui li combatte. Arun e Jack combattono fino a quando Jack uccide Arun e salva la Principessa.
Su Lin è incoronata Imperatrice e poco dopo si baciano e lei dice a Jack che non ha mai pensato che non valesse nulla; nemmeno quando si incontrarono per la prima volta. Le guardie dell'imperatrice vedono il suo rossetto sulla faccia di Jack e cercano di ucciderlo per averla toccata; ma torna a casa attraverso la Porta dei Guerrieri; distruggendolo e rendendolo impossibile tornare indietro.
Quando va a scuola il giorno dopo, Jack finalmente sconfigge il suo prepotente, Travis. A casa, Jack cerca di rimettere insieme i Warriors Gate, ma fallisce, così crea un videogioco chiamato "The Warriors Gate" e lo vende per 25000 $ in modo che lui e sua madre possano tenere la loro casa. Alcuni giorni dopo Jack si trova al centro commerciale per comprare un gelato e si imbatte in Su Lin, la quale ha fatto realizzare al Mago un'altra scatola/portale ed ha promulgato una nuova legge affinché tutti possano fare delle vacanze compresa l'imperatrice. Nel regno dell'Imperatrice, vediamo Zhao che insegna a tutti i cavalieri a ballare. Su Lin balla anche una danza moderna stando in piedi sul balcone del suo palazzo della Città Proibita.

## Produzione
Il film è stato realizzato con un budget di 300 milioni di yuan. Le riprese sono iniziate il 4 maggio 2015. Il film è stato girato in location presso gli Hengdian World Studios di Jinhua, Cina e nella Columbia Britannica, Canada.

## Accoglienza
The Hollywood Reporter ha paragonato il film a Giochi stellari. Discutendo del regista, la rivista ha osservato che "Hoene mantiene le cose più competenti che creative, e mostra poco del talento che ha fatto in London Zombies" e che la storia guada in un  "territorio familiare" che potrebbe attrarre un pubblico adulto "for YA audiences that are heavily into the 1980s".